# Webster City
Webster City är en stad (city) i Hamilton County, i delstaten Iowa, USA. Enligt United States Census Bureau har staden en folkmängd på 8 000 invånare (2011) och en landarea på 23 km². Webster City är huvudort i Hamilton County.